# Arques-la-Bataille British Cemetery
Arques-la-Bataille British Cemetery is een Britse militaire begraafplaats met gesneuvelden uit de Eerste Wereldoorlog en bevindt zich in de Franse gemeente Arques-la-Bataille (departement Seine-Maritime).
De begraafplaats ligt ruim 1.100 m ten noordoosten van het centrum van de gemeente (Église Notre-Dame-de-l'Assomption) op een licht hellend terrein aan de rand van het staatsbos van Arques-la-Bataille. Ze werd ontworpen door J.R. Truelove en heeft een nagenoeg rechthoekig grondplan dat omsloten wordt door een haag. Een metalen hekje tussen witte stenen zuilen markeert de toegang in de noordoostelijke zijde. 
Het Cross of Sacrifice staat aan de tegenoverliggende zijde op een verhoogde natuurstenen sokkel. De begraafplaats wordt onderhouden door de Commonwealth War Graves Commission.
Centraal op de begraafplaats staat het South African Native Labour Corps Memorial ter nagedachtenis aan alle mannen van het korps die in Frankrijk zijn omgekomen. Het gedenkteken werd ontworpen door Arthur Hutton en bestaat uit een massieve witte steen met op de voorkant een bronzen medaillon met de kop van een springbok in hoog reliëf en op de andere zijden staat de volgende tekst gegraveerd in het Engels, Sesuto en het Isixosa: 
- To the memory of those Natives of the South African Labour Corps who crossed the seas in response to the call of their great Chief, King George V, and laid down their lives in France, for the British Empire, during the Great War 1914-1918, this Memorial is erected by their comrades.-
(Ter nagedachtenis aan de leden van het South African Labour Corps die de zeeën overstaken in antwoord op de oproep van hun grote chef, koning George V, en hun leven gaven in Frankrijk, voor het Britse rijk, tijdens de Grote Oorlog 1914-1918 , dit gedenkteken is opgericht door hun kameraden.)

## Geschiedenis
Het South African Native Labour Corps kwam begin 1917 naar Frankrijk waar in Arques-la-Bataille het No.1 General Labour Hospital werd opgericht. De meeste graven op de begraafplaats zijn van mannen van het korps, van wie velen in het ziekenhuis stierven.
Er liggen 377 doden begraven waaronder 270 Zuid-Afrikanen, 72 Chinezen (tewerkgesteld bij het Chinese Labour Corps), 20 Britten (waaronder 18 leden van het British West Indies Regiment) en 15 Indiërs.
In 1953 werden 116 doden van de 5th Division vanuit Ste. Marie Cemetery in Le Havre hier bijgezet.

### Alias
- soldaat Jeremiah Ezekiel Roberts diende onder het alias R. Duncan bij het British West Indies Regiment.